# Honda CBR 1100 XX Super Blackbird
Honda CBR 1100XX SuperBlackbird je motocykl vyráběný firmou Honda, nástupce modelu Honda CBR 1000F. Výroba začala v roce 1996.
Motor tohoto stroje byl oproti předchozímu stroji CBR 1000F zcela přepracován. Zásadní změny doznal ventilový rozvod, respektive jeho řetězový převod, který se přesunul ze středu motoru (mezi druhým a třetím válcem) na pravý okraj motoru. Tím se přizpůsobil moderním trendům a zjednodušila se údržba rozvodového řetězu. Celý motor doznal řadu změn. Šlo o novou koncepci motoru s dvěma vyvažovacími hřídeli, sloužícími k eliminaci vibrací. Motor o objemu 1137 cm³ poskytoval výkon 164 koní, tedy 121 kW.
Ocelový rám, který byl používán u Hondy CBR 1000F, byl nahrazen rámem z lehkých slitin, čímž se snížila celková hmotnost stroje. Také kapotáž prošla značnou obměnou, která se týkala nejen předních partií stroje, ale celkového vzhledu.
Brzdy CBR 1100XX jsou takřka shodné s brzdami předchozího stroje Honda CBR 1000F dual. Celková koncepce motocyklu je spíše cestovní než supersportovní.